# Catinathrips beshearae
Catinathrips beshearae är en insektsart som beskrevs av Nakahara 1992. Catinathrips beshearae ingår i släktet Catinathrips och familjen smaltripsar. Inga underarter finns listade i Catalogue of Life.